# Judo-Europameisterschaften 2020
Die Judo-Europameisterschaften 2020 fanden vom 19. bis 21. November 2020 in der O2 Arena in Prag, Tschechien, statt. Insgesamt 345 Athleten aus 40 Ländern nahmen an der Veranstaltung teil. Aufgrund der COVID-19-Pandemie waren keine Zuschauer zugelassen.

## Ergebnisse

### Männer
| Gewichtsklasse | Gold                 | Silber                   | Bronze                                 |
| -------------- | -------------------- | ------------------------ | -------------------------------------- |
| – 60 kg        | Robert Mschwidobadse | Jago Abuladse            | Francisco Garrigós Jorre Verstraeten   |
| – 66 kg        | Orxan Səfərov        | Tal Flicker              | Denis Vieru Kilian Le Blouch           |
| – 73 kg        | Victor Sterpu        | Lascha Schawdatuaschwili | Rüstəm Orucov Tommy Macias             |
| – 81 kg        | Tato Grigalaschwili  | Iwajlo Iwanow            | Luka Maisuradse Matthias Casse         |
| – 90 kg        | Michail Igolnikow    | Nemanja Majdov           | Beka Gwinjaschwili Mammadali Mehdiyev  |
| – 100 kg       | Peter Paltchik       | Arman Adamjan            | Jorge Fonseca Zelym Kotsoiev           |
| + 100 kg       | Tamerlan Baschajew   | Inal Tassojew            | Guram Tuschischwili Lewan Matiaschwili |

### Frauen
| Gewichtsklasse | Gold                | Silber              | Bronze                             |
| -------------- | ------------------- | ------------------- | ---------------------------------- |
| – 48 kg        | Shirine Boukli      | Andrea Stojadinov   | Distria Krasniqi Katharina Menz    |
| – 52 kg        | Odette Giuffrida    | Andreea Chițu       | Charline Van Snick Estrella López  |
| – 57 kg        | Hedvig Karakas      | Telma Monteiro      | Sarah Léonie Cysique Theresa Stoll |
| – 63 kg        | Clarisse Agbegnenou | Magdalena Krssakova | Martyna Trajdos Juul Franssen      |
| – 70 kg        | Margaux Pinot       | Sanne van Dijke     | Madina Taimasowa Marie-Ève Gahié   |
| – 78 kg        | Madeleine Malonga   | Luise Malzahn       | Karla Prodan Loriana Kuka          |
| + 78 kg        | Romane Dicko        | İrina Kindzerskaya  | Rochele Nunes Jelysaweta Kalanina  |

### Medaillenspiegel
| Rang   | Land          | Gold | Silber | Bronze | Gesamt |
| ------ | ------------- | ---- | ------ | ------ | ------ |
| 1      | Frankreich    | 5    | —      | 3      | 8      |
| 2      | Russland      | 3    | 3      | 1      | 7      |
| 3      | Georgien      | 1    | 1      | 4      | 6      |
| 4      | Aserbaidschan | 1    | 1      | 3      | 5      |
| 5      | Israel        | 1    | 1      | —      | 2      |
| 6      | Moldau        | 1    | —      | 1      | 2      |
| 7      | Italien       | 1    | —      | —      | 1      |
| 7      | Ungarn        | 1    | —      | —      | 1      |
| 9      | Serbien       | —    | 2      | —      | 2      |
| 10     | Deutschland   | —    | 1      | 3      | 4      |
| 11     | Portugal      | —    | 1      | 2      | 3      |
| 12     | Niederlande   | —    | 1      | 1      | 2      |
| 13     | Bulgarien     | —    | 1      | —      | 1      |
| 13     | Österreich    | —    | 1      | —      | 1      |
| 13     | Rumänien      | —    | 1      | —      | 1      |
| 16     | Belgien       | —    | —      | 3      | 3      |
| 17     | Spanien       | —    | —      | 2      | 2      |
| 17     | Kosovo        | —    | —      | 2      | 2      |
| 19     | Kroatien      | —    | —      | 1      | 1      |
| 19     | Schweden      | —    | —      | 1      | 1      |
| 19     | Ukraine       | —    | —      | 1      | 1      |
| Gesamt | Gesamt        | 14   | 14     | 28     | 56     |